# Newark (New York)
Newark è un villaggio degli Stati Uniti d'America, situato nello stato di New York, nella contea di Wayne.